# Luciîneț, Murovani Kurîlivți
Luciîneț (în ucraineană Лучинець) este o comună în raionul Murovani Kurîlivți, regiunea Vinnița, Ucraina, formată numai din satul de reședință.

## Demografie
Componența lingvistică a satului Luciîneț
     Ucraineană (98,88%)
     Rusă (1,02%)
Conform recensământului din 2001, majoritatea populației satului Luciîneț era vorbitoare de ucraineană (98,88%), existând în minoritate și vorbitori de rusă (1,02%).